# 吉姆索普 (賓夕法尼亞州)
吉姆索普（英語：Jim Thorpe）是位於美国宾夕法尼亚州的一座市鎮，是卡本郡的郡治，人口約4,700人。名稱是紀念美國傳奇運動員吉姆·索普。